# Fährstraße 29/30 (Stralsund)

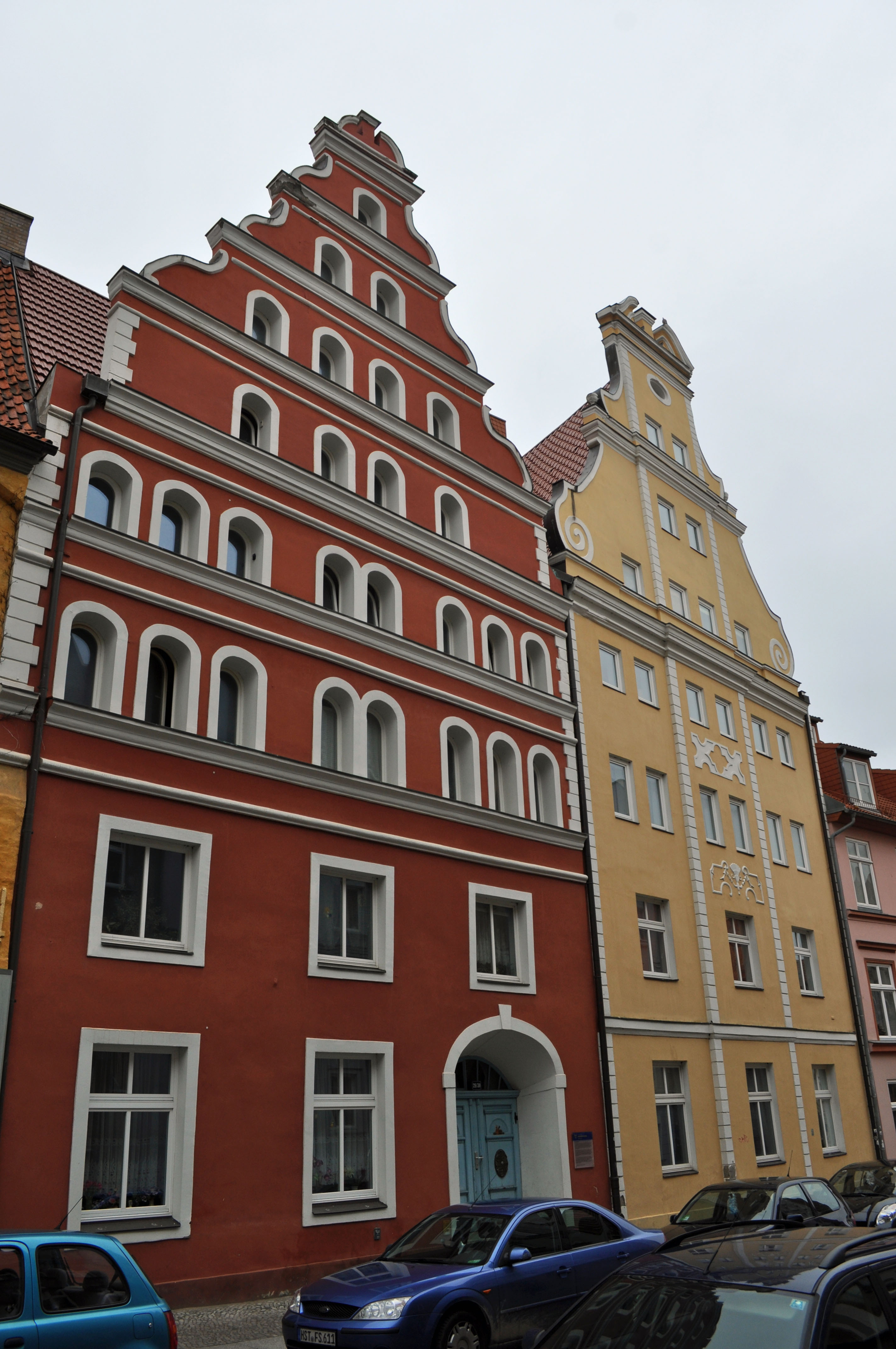
Das Doppel-Haus Fährstraße 29/30 in Stralsund (2012)

Die beiden zusammenhängenden Gebäude mit der postalischen Adresse Fährstraße 29/30 sind ein denkmalgeschütztes Bauwerk in der Fährstraße in Stralsund.
Die beiden viergeschossigen, giebelständigen Häuser wurden in der Mitte des 18. Jahrhunderts errichtet. Die Fassaden sind im Stil des Barock gestaltet. Die Fassade am Haus Nr. 29 weist Lisene auf, die über das kräftige Hauptgesims bis in den zweigeschossigen Volutengiebel gezogen sind. Die Fassade der Nr. 30 wird oberhalb des ersten Obergeschosses durch Stockwerkgesims geteilt, darüber sind die Fensteröffnungen als Luken ausgeführt.
Die Obergeschosse 2 und 3 waren ursprünglich als Speichergeschosse angelegt und wurden erst später zu Wohnzwecken umgebaut.
Bei einer Sanierung im Jahr 1965 wurde das Innere der beiden Häuser modernisiert, gleichzeitig wurden die Häuser miteinander verbunden. Seitdem teilen sie sich den Eingang und das Treppenhaus. Nur die Fassade ist noch in der ursprünglichen Gestaltung erhalten.
Das Haus liegt im Kerngebiet des von der UNESCO als Weltkulturerbe anerkannten Stadtgebietes des Kulturgutes „Historische Altstädte Stralsund und Wismar“. In die Liste der Baudenkmale in Stralsund ist es mit der Nummer 180 eingetragen.